# Alessandro Safina
Alessandro Safina (Siena, 14 de outubro de 1963) é um tenor italiano. 
Nascido em Siena na Itália, Safina descobriu sua paixão pela música lírica ainda jovem. Sua mãe o encorajou ensinando-lhe a história da ópera, enquanto o amor de seu pai pela música servia-lhe de inspiração. Aos nove anos de idade, decidiu se entregar completamente à sua paixão pela ópera. 
Em 2001, Safina contribuiu com o filme Moulin Rouge!, assistindo o ator Ewan McGregor. Neste mesmo ano, sua música Luna fez parte da trilha sonora da novela O Clone da Rede Globo, Safina, também fez uma participação na novela. Em 2008 participou do DVD da cantora Sarah Brightman, gravado em Viena.

## Discografia
- Alessandro Safina (2001)
- Junto A Ti (2001)
- Moulin Rouge! Music from Baz Luhrmann's Film (2001)
- Insieme a Te (2002)
- Musica Di Te (2003)
- Safina (2004)
- Sognami (2007)
- Dedicated (2014)